# Tête de gitane
Ne doit pas être confondu avec Gitane (Van Dongen).
Tête de gitane est un tableau réalisé par le peintre néerlandais Kees van Dongen vers 1910. Cette huile sur toile est un portrait en buste à la manière fauve d'une jeune femme gitane devant un fond ocre. Partie de l'ancienne collection privée de Martine et Léon Cligman, l'œuvre est conservée depuis son ouverture en 2021 au musée d'Art moderne de Fontevraud, à Fontevraud-l'Abbaye, dans le Maine-et-Loire, en France.